# Hans Rantzau (ca. 1685-1744)
 Der er flere personer med dette navn, se Johan Rantzau (flertydig).
Hans Rantzau (ca. 1685 – 19. oktober 1744) var en holstensk godsejer og amtmand.
Han var søn af Otto Rantzau (1648-1698) og Anna Magdalene Brockdorff (1649-1695). Rantzau blev 1710 immatrikuleret i Kiel, 1707 kammerjunker, 1711 landråd i Slesvig og Holsten, var 1720-22 [eller 1740-44?] amtmand i Segeberg Amt, blev 1722 konferensråd og viceamtmand i Rendsborg Amt og 11. oktober 1729 Hvid Ridder og gehejmeråd. 26. marts 1725 fik Rantzau ekspektance på embedet som stiftamtmand og amtmand efter Georg Ernst von Reichau, men fik ikke embedet. Derimod fik han tildelt pension fra 1735.
Han skrev sig til Putlos og Segalendorf.